# Schkuhria schkuhrioides
Schkuhria schkuhrioides là một loài thực vật có hoa trong họ Cúc. Loài này được (Link & Otto) Thell. miêu tả khoa học đầu tiên năm 1912.